# Notopteris
Notopteris é um gênero de morcegos da família Pteropodidae. Pode ser encontrado em Vanuatu, Fiji e Nova Caledônia. O gênero era considerado monotípico, até Flannery (1995) elevar neocaledonica à espécie distinta.

## Espécies
- Notopteris macdonaldi Gray, 1859
- Notopteris neocaledonica Trouessart, 1908